# Daniel Sanders
Daniel Hendel Sanders (12. listopadu 1819 Strelitz – 11. března 1897 Strelitz) byl německý lexikograf a jazykovědec.

## Život
Daniel Sanders pocházel ze židovské rodiny.

## Dílo
- Seznam děl v Souborném katalogu ČR, jejichž autorem nebo tématem je Daniel Sanders
- Das Volksleben der Neugriechen, 1844Daniel Hendel Sanders

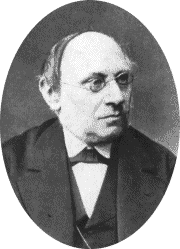
Daniel Hendel Sanders

- Das deutsche Wörterbuch von Jakob Grimm und Wilhelm Grimm kritisch beleuchtet, 1852–1853
- Wörterbuch der deutschen Sprache, 1859–1865
- Handwörterbuch der deutschen Sprache, 1869
- Wörterbuch deutscher Synonymen, 1871
- Fremdwörterbuch, 1871
- Deutscher Sprachschatz, 1873
- Orthographisches Wörterbuch, 1874
- Aus den besten Lebensstunden. Eigenes und Angeeignetes, 1878
- Geschichte der deutschen Sprache und Litteratur bis zu Goethes Tod, 1879
- Griechische Grammatik, 1881
- Geschichte der neugriechischen Literatur, 1884
- Das Hohe Lied Salomonis, 1888
- Großes deutsch-englisches Wörterbuch, 1889
- Wörterbuch der Hauptschwierigkeiten in der deutschen Sprache